# فضيحة كرة القدم الإيطالية 1980
توتونيرو 1980 كانت فضيحة التلاعب بنتائج المباريات في إيطاليا عام 1980 في دوري الدرجة الأولى ودوري الدرجة الثانية الإيطالي.
المشاركون في هذه الفضيحة هي أندية أفيلينو وبولونيا ولاتسيو وإيه سي ميلان وبيروجيا من دوري الدرجة الأولى وباليرمو وتارانتو من دوري الدرجة الثانية وجميعهم أُعلن أنهم مذنبون بعد المحاكمات. والجدير بالذكر أن باولو روسي أوقف لمدة ثلاث سنوات (تم تخفيضه إلى سنتين عند الاستئناف) وعند عودته ساعد إيطاليا في فوزها ببطولة كأس العالم 1982.

## الخلفية
في عام 1946 سمحت إيطاليا للمواطنين للمراهنة على كرة القدم أطلق عليه اسم توتوكالسيو. كان هذا هو الشكل الوحيد للمراهنات القانونية على كرة القدم في البلاد حتى أواخر التسعينيات. لكي يفوز المشجعون كانوا بحاجة إلى اختيار نتيجة 12 مباراة بشكل صحيح مما يجعل من المستحيل تقريبا التلاعب في النتائج نظرا لوجود العديد من المباريات. لهذا السبب كانت الطريقة الوحيدة للمراهنة على مباراة واحدة أو الفائزين بأحداث مثل كأس إيطاليا أو الدوري الإيطالي هي المراهنة مع صانعي المراهنات غير القانونيين.
تم وضع الخطة في عام 1979 من قبل مالك المطعم ألفارو ترينكا ومورده ماسيمو كروشياني في مطعم ترينكا في روما. كان المطعم مكان شهير للعديد من لاعبي لاتسيو الذين وافقوا على التلاعب في نتائج المباريات مقابل المال. كانت المباراة الأولى التي تم التلاعب في نتيجتها هي مباراة ودية بين لاتسيو وباليرمو في 1 نوفمبر 1979 وانتهت بالتعادل كما هو مخطط. ومع ذلك فإن العديد من المباريات لم تنته كما هو مخطط لها وبحسب ما ورد فقد ترينكا وكروشياني أكثر من 100 مليون ليرة إيطالية بحلول فبراير 1980 (تبلغ قيمتها حوالي 117000 دولار أمريكي في عام 1980 دولار أو أكثر من 400000 دولار أمريكي في عام 2022).
في 1 مارس 1980 قدم ترينكا وكروشياني تقرير إلى المدعي العام في روما بأسماء 27 لاعب و 13 نادي ينشطون في دوري الدرجة الأولى ودوري الدرجة الثانية الإيطالي. تم القبض على ترينكا بعد ثمانية أيام وبعد ذلك بثلاثة أيام كروسياني. في 23 مارس اعتقلت الشرطة المالية على 13 لاعب بالإضافة إلى رئيس ميلان فيليسي كولومبو مباشرة بعد صافرة النهاية لمباريات ذلك اليوم. تمت تبرئة جميع المعتقلين من تهم جنائية لأنه لم يكن هناك قانون ضد التلاعب بنتائج المباريات في إيطاليا في ذلك الوقت.

## العقوبات

### عقوبات الأندية
- ميلان (الدرجة الأولى): الهبوط إلى دوري الدرجة الثانية.
- لاتسيو (الدرجة الأولى): الهبوط إلى دوري الدرجة الثانية (غرامة 10 ملايين ليرة إيطالية وخصم 5 نقاط).
- أفيلينو (الدرجة الأولى): خصم 5 نقاط في دوري الدرجة الأولى الإيطالي 1980-81.
- بولونيا (الدرجة الأولى): خصم 5 نقاط في دوري الدرجة الأولى الإيطالي 1980-81.
- بيروجيا (الدرجة الأولى): خصم 5 نقاط في دوري الدرجة الأولى الإيطالي 1980-81.
- باليرمو (الدرجة الثانية): خصم 5 نقاط في دوري الدرجة الثانية 1980–81 (تمت تبرئته في الحكم الأصلي).
- تارانتو (الدرجة الثانية): خصم 5 نقاط في دوري الدرجة الثانية 1980–81 (تمت تبرئته في الحكم الأصلي).

### العقوبات الفردية

#### الرؤساء
- فيليسي كولومبو (ميلان): شطب.
- توماسو فابريتي (بولونيا): الإيقاف لمدة سنة.

#### اللاعبون
- ستيفانو بيليجريني (أفيلينو): الإيقاف 6 سنوات.
- ماسيمو كاكياتوري (لاتسيو): الإيقاف 5 سنوات (شطب في العقوبة الأصلية).
- إنريكو ألبرتوزي (ميلان): الإيقاف 4 سنوات (شطب في العقوبة الأصلية).
- برونو جيوردانو (لاتسيو): الإيقاف 3 سنوات و 6 أشهر (1 سنة و 6 أشهر في العقوبة الأصلية).
- ليونيلو مانفريدونيا (لاتسيو): الإيقاف 3 سنوات و 6 أشهر (1 سنة و 6 أشهر في العقوبة الأصلية).
- كارلو بيتريني (بولونيا): الإيقاف 3 سنوات و 6 أشهر.
- غيدو ماغيريني (باليرمو): الإيقاف 3 سنوات و 6 أشهر (1 سنة و 6 أشهر في العقوبة الأصلية).
- جوزيبي سافولدي (بولونيا): الإيقاف 3 سنوات و 6 أشهر.
- ليونيلو ماسيميلي (تارانتو): الإيقاف 3 سنوات (1 سنة في العقوبة الأصلية).
- لوتشيانو زيكيني (بيروجيا): الإيقاف 3 سنوات.
- جوسبي ويلسون (لاتسيو): الإيقاف 3 سنوات (شطب في العقوبة الأصلية).
- باولو روسي (بيروجيا): الإيقاف عامين (3 سنوات في العقوبة الأصلية).
- فرانكو كوردوفا (أفيلينو): الإيقاف عام وشهرين.
- كارلو ميرلو (ليتشي): الإيقاف سنة (1 سنة و 6 أشهر في العقوبة الأصلية).
- جورجو موريني (ميلان): الإيقاف سنة.
- ستيفانو شيودي (ميلان): الإيقاف 6 أشهر.
- بيرجورجيو نيجريسولو (بيسكارا): الإيقاف 5 أشهر (1 سنة في العقوبة الأصلية).
- ماوريتسيو مونتيسي (لاتسيو): الإيقاف 4 أشهر.
- فرانكو كولومبا (بولونيا): الإيقاف 3 أشهر.
- أوسكار دامياني (نابولي): الإيقاف 3 أشهر (4 أشهر في العقوبة الأصلية).

## ما بعد الكارثة
- هبط كل من بيروجيا وتارانتو من بطولة الدوري بعد موسم 1980-81. كان من الممكن أن يهبط بيروجيا إلى الدرجة الأولى حتى بدون خصم النقاط لكن تارانتو كان يمكن أن يكون في مأمن لو لم يتم منحهم عقوبة خصم الخمس نقاط.
- جميع اللاعبين الذين ظل إيقافهم ساري المفعول عندما فازت إيطاليا بكأس العالم 1982 عادوا بعد فترة وجيزة.